# Gábor Betegh
Gábor Betegh (* 20. Juni 1968) ist ein ungarischer Philosophiehistoriker auf dem Gebiet der antiken Philosophie und der achte Laurence Professor of Ancient Philosophy an der Universität Cambridge.

## Leben
Betegh schloss sein Studium an der Eötvös-Loránd-Universität, Budapest 1991 mit dem B.A. ab. Es folgte 1993 ein DEA an der École des Hautes Études en Sciences Sociales, Paris, und parallel dazu ein Forschungsstudium an der École Normale Supérieure de Fontenay-St. Cloud (1992/94) bei Bernard Besnier. 1997/98 folgte ein Forschungsaufenthalt an der Universität Cambridge bei David Sedley, seinem Vorgänger als Laurence Professor. Die Promotion erfolgte 1999 an der École des Hautes Études en Sciences Sociales und der Eötvös-Loránd-Universität mit einer Dissertation zum Derveni-Papyrus unter dem Titel: Cosmology, Theology, and Exegesis in the Derveni Papyrus bei Jacques Brunschwig und Kornél Steiger.
Von 1997 bis 2000 war er zugleich Assistant Professor im Department of the History of Philosophy der Universität Pécs, im Anschluss (2000/01) Junior Research Fellow am Institute for Philosophical Research der Ungarischen Akademie der Wissenschaften. Von 2001 bis 2014 lehrte und forschte er im Philosophy Department der Central European University, Budapest, von 2005 an als Associate Professor, von 2008 an als Professor. Seit Oktober 2014 ist er der achte Laurence Professor of Ancient Philosophy an der Universität Cambridge und zugleich Fellow und Director of Studies in Philosophy am Christ’s College, Cambridge.
An der Central European University hat er weiterhin eine Gastprofessur inne. 2007 war er Gastprofessor an der Cornell University.

## Forschungsgebiete
Betegh ist Philosophie- und Religionshistoriker. Er arbeitet insbesondere zur Metaphysik, Kosmologie und Theologie der Antike. 2004 veröffentlichte er The Derveni Papyrus bei der Cambridge University Press, eine textkritische Ausgabe und Interpretation des Derveni-Papyrus, für die er den Choice Outstanding Academic Title Award erhielt.

## Schriften (Auswahl)
- The Derveni Papyrus. Cosmology, Theology and Interpretation. Cambridge University Press, Cambridge 2004 (paperback 2007).
- (Hrsg.): The Divine and the Human in the Presocratic Age. In: Rhizomata 1.2 Walter de Gruyter, Berlin 2013.
- mit Julia Annas: Cicero’s De Finibus: Philosophical Approaches. Cambridge University Press, Cambridge 2015.
- (Hrsg. mit Voula Tsouna): Conceptualising concepts in Greek philosophy. Cambridge University Press, Cambridge 2024, ISBN 9781009369572. – Rezension von Robert E. Hedrick III, Bryn Mawr Classical Review 2025.07.39